# Experimentum Mundi
Experimentum Mundi. Frage, Kategorien des Herausbringens, Praxis é o último livro do filósofo e escritor Ernst Bloch, escrito entre 1972 e 1974, em Tübingen, e publicado pouco antes da morte do autor em 1977. Ensaísta por definição, Ernst Bloch rompe com seu estilo e tenta, pela primeira vez, sistematizar a sua doutrina das categorias de sua Ontologia do Ainda-Não Ser.